# Écluses d'Orange
Les écluses d'Orange sont un complexe d'écluses dans l’IJ. Elles séparent le Binnen-IJ et le Buiten-IJ et contribuent à maintenir le niveau d'eau dans le canal de la Mer du Nord. Elles évitent aussi que trop d'eau salée ne pénètre dans l'IJsselmeer.
Le complexe comprend :
- 2 écluses de 14 m de large et de 67 m de long.
- 1 écluse de 18 m de large et de 90 m de long.
- 1 écluse de 24 m de large et de 200 m de long ajoutée en 1995 et nommée d'après le prince Willem-Alexander.

Le complexe comprend également deux échelles à poissons.
Chaque année, environ 120 000 bateaux franchissent ces écluses. Les marcheurs et les cyclistes peuvent aussi les emprunter.

## Histoire
Après de longues discussions, le premier coup de pioche a été donné en 1865 pour la construction du canal de la mer du Nord. En même temps la construction des écluses d'Orange a débuté. Afin de réguler le niveau d'eau dans le canal, il était nécessaire de séparer l'IJ du Zuiderzee. Au départ, il était prévu de construire un barrage. Mais sur l'insistance de la ville d'Amsterdam et des bateliers il a été décidé que la navigation entre Amsterdam et le Zuiderzee resterait possible. Le roi Guillaume III a posé la première pierre le 29 avril 1870. De nombreux problèmes de construction furent rencontrés, mais le 25 septembre 1872, le premier navire put l'utiliser.
En raison de l'augmentation du trafic à la fin du XXe siècle les écluses devenaient parfois dangereuses en particulier lorsque des navires commerciaux utilisaient la même écluse que des bateaux de plaisance. Il a été décidé de doubler le dispositif en construisant en parallèle l'écluse du Prince Willem-Alexander, elle a été ouverte en 1995. Entre 1997 et 2000 l'ancien complexe a été entièrement rénové et modernisé.